# Stefan Hammarén
Stefan Hammarén, finlandssvensk författare, poet och ljudkonstnär, utgiven i första hand i Sverige.
Stefan Hammarén har skrivit egocentriska prosaböcker, fyllda av sexualmystik, surrealistiska drömfantasier och dekadens. Han har också skrivit exempelvis diktböckerna På solfläckens barnhem och Melåhner o smörgromskrasse. Loserförfattarfabriken är en satir, stundom parodi förlagd till författarvärlden med teman som skapandets trauma och besatthet, i en dekadent miljö som ifrågasätts gång på gång. Språket är febrilt och egensinnigt, i partier prosalyriskt och mycket kompakt.
Hammarén debuterade skönlitterärt Med en burk soppa år 2001. Han har även varit verksam som kritiker för bland annat Tidningen Kulturen, Gefle Dagblad och Ny Tid, samt verkat som essäist och redaktör.
| ”               | Med romanerna ”Med en burk soppa” från 2002 och ”Konservöppnare bok” från ifjol, intog finlandssvensken rollen som den nye särlingen i vår samtidsprosa. Där flödar en extremt svårtydd, substantiverad och bakvänd kaskad av attacker på litteraturen, sexualiteten och döden - allt parat med alkemisk symbolik, vitsig analfixering, och oresonlig sadomasochism. Det hela för tanken till ett nationsspex komponerat av en nybakad, speedad a-student från den mörka klosterskola ... | „ |
| – Daniel Sjölin | |   |